# Frederik Læssøe Smidth
Verner Frederik Læssøe Smidth, född 28 maj 1850 i Kerteminde, död 2 juni 1899 i Frederiksberg, var en dansk ingenjör och entreprenör.
F.L. Smidth var son till stadsskrivaren, och senare stadsfogden, i Skive Edvard Philip Smidth (1807–78) och Karen Cathrine Berg (1812–55), samt bror till målaren Hans Smidth. Han växte upp i Skive, påbörjade sin utbildning 1866 på en maskinfabrik i Randers och flyttade därefter till Köpenhamn. Han fick formell utbildning under ett års tid i maskinkonstruktion på Polyteknisk læreanstalt i Köpenhamn och därefter var han under knappt två år tecknare på en maskinfabrik i Tyskland.
Vid hemkomsten till Danmark 1875 fick han anställning som konstruktör på Rudolph Koefoeds maskinfabrik ett företag som tillverkade maskiner för kvarn- och tegelindustri. 
Han startade en egen ingenjörsfirma i sin mors hus i Frederiksberg 1882 och knöt 1884 till sig Poul Larsen och senare också Alexander Foss. Dessa blev 1887 delägare i verksamheten, som fick namnet F.L. Smidth & Co som började tillverka maskinutrustning för framställning av cement. Idag är FLSmidth en av världens ledande leverantörer av maskiner och tjänster inom mineral- och cementindustrin med filialer i över 50 länder och knappt 15 000 (år 2012) medarbetare.
Han gifte sig 1887 med Katharina Gundersen Harboe (1862-1953).